# Список правителей Эсватини
Список правителей Эсватини включает лиц, возглавлявших Эсватини (до 2018 года — Свазиленд) с момента основания около 1770 года вождества народа свази и в последующий период развития эсватинийского государства, включая британский протекторат и независимое Королевство Свазиленд (Эсватини).
В настоящее время Король и Нгвеньяма Эсватини (англ. King and iNgwenyama of Eswatini) представляет государство и является гарантом национальной независимости, единства и территориальной целостности страны. Все монархи являются представителями династии Дламини. Особый орган, Национальный совет, определяет, кто будет наследником, а кто регентом в случае необходимости.

## Независимое государство и британский протекторат (1770—1967)
Эмалангени, предки клана Дламини, поселились в районе залива Делагоа в начале XVI века. Однако вследствие династического конфликта они двинулись на юг и обосновались в долине Понгола, где около 1770 года во главе с верховным вождём (свати iNgwenyama) Нгване III основали первое ядро народа свази. Однако серьёзную угрозу представляли этносы ндвандве и зулу, расположенные к югу от расселения свази. Чтобы обезопасить свои владения, вождь Собуза I около 1820 года перенёс столицу на север (в современный Миддлвелд). Там Дламини укрепили свою власть, к 1860 году расширив территорию в несколько раз.
Однако следующие 40 лет могуществу свази мешали постепенное давление со стороны усиливавшейся бурской республики Трансвааль и растущее влияние Британской колониальной империи. Главной дестабилизирующей силой стал поток в страну европейских изыскателей, заключавших концессии на некоторое время, однако фактически это означало утрату суверенитета. В 1890 году в соответствии с конвенцией между британским правительством и Трансваалем было создано временное правительство, состоявшее из представителей двух держав и народа свази. В 1893 году британское правительство подписало новую конвенцию, разрешавшую Трансваалю вести переговоры с регентом свази о соглашении, позволявшем бурской республике взять на себя обязанности по юрисдикции, законодательству и управлению без включения земель свази, получивших название Свазиленд (англ. Swaziland), в состав республики. Свази отказались подписать соглашение, однако в 1894 году обе державы подписали другую конвенцию, фактически обеспечив одностороннее выполнение её условий.
После англо-бурской войны 1899—1902 годов бурская республика была включена в состав Британской империи, а в июне 1903 года губернатор колонии Трансвааль был уполномочен управлять Свазилендом. В 1906 году эти полномочия были переданы верховному комиссару Южной Африки. Период британского протектората был завершён в 1968 году объявлением независимости Королевства Свазиленд.
|        | Портрет | Имя (годы жизни)                                               | Правление       | Правление       | Наименование титула                                                                 | Пр.    |
| Начало | Портрет | Имя (годы жизни)                                               | Окончание       |                 | Наименование титула                                                                 | Пр.    |
| ------ | ------- | -------------------------------------------------------------- | --------------- | --------------- | ----------------------------------------------------------------------------------- | ------ |
| 1      |         | Нгване III (?—1780) свати Ngwane III                           | 1770            | 1780            | Верховный вождь свази свати iNgwenyama yemaSwati                                    | [ 2 ]  |
| —      |         | Ндвандве (?—?) свати Ndwandwe                                  | 1780            | 1780            | Регент свати iNdlovukazi                                                            | [ 4 ]  |
| 2      |         | Нгвудгунье (1760—1815) свати Ngvungunya                        | 1780            | 1815            | Верховный вождь свази свати iNgwenyama yemaSwati                                    | [ 5 ]  |
| —      |         | Мндзебеле (?—?) свати Mndzebele                                | 1815            | 1815            | Регент свати iNdlovukazi                                                            | [ 4 ]  |
| 3      |         | Собуза I (1795—1839) свати Sobhuza I                           | 1815            | 1839            | Верховный вождь свази свати iNgwenyama yemaSwati                                    | [ 6 ]  |
| —      |         | Лоджиба Симелане (?—?) свати Lojiba Simelane                   | 1839            | 1840            | Регент свати iNdlovukazi                                                            | [ 7 ]  |
| 4      |         | Мсвати II (1821—1865) свати Mswati II                          | 1840            | август 1865     | Верховный вождь свази свати iNgwenyama yemaSwati                                    | [ 8 ]  |
| —      |         | Цандзиле Ндванде (1806—1875) свати Tsandzile Ndwandwe          | август 1865     | июнь 1875       | Регент свати iNdlovukazi                                                            | [ 9 ]  |
| 5      |         | Дламини IV (1855—1899) свати Dlamini IV                        | июнь 1875       | 7 октября 1889  | Верховный вождь свази свати iNgwenyama yemaSwati                                    | [ 10 ] |
| —      |         | Тибати Нкамбуле (?—1895) свати Tibati Nkambule                 | 7 октября 1889  | февраль 1895    | Регент свати iNdlovukazi                                                            | [ 11 ] |
| 6      |         | Нгване V (1875—1899) свати и англ. Ngwane V                    | 19 февраля 1895 | 10 декабря 1899 | Верховный вождь свази свати iNgwenyama yemaSwati                                    | [ 12 ] |
| —      |         | Лабоцибени Мдлули (1859—1925) свати и англ. Labotsibeni Mdluli | 10 декабря 1899 | 22 декабря 1921 | Регент свати iNdlovukazi                                                            | [ 13 ] |
| 7      |         | Собуза II (1899—1982) свати и англ. Sobhuza II                 | 22 декабря 1921 | 25 апреля 1967  | Верховный вождь свази свати iNgwenyama yemaSwati англ. Paramount chief of the Swazi | [ 14 ] |

## Королевство Свазиленд (1967—2018, Эсватини с 2018)
25 апреля 1967 года вступил в силу основной закон, в соответствии с которым протекторат объявлялся конституционной монархией — Королевством Свазиленд (англ. Kingdom of Swaziland). 6 сентября 1968 года провозглашена государственная независимость страны. В апреле 1973 года Собуза II приостановил действие конституции, распустил парламент, запретил деятельность политических партий и сосредоточил всю власть в своих руках. После смерти короля в 1982 году действие конституции было частично восстановлено. В 1986 году состоялась коронация нового короля — Мсвати III. В июне 2005 года была принята конституция, расширившая полномочия монарха и фактически установившая в Свазиленде абсолютную монархию. 19 апреля 2018 года Мсвати III объявил о переименовании страны в Королевство Эсватини (англ. Kingdom of Eswatini, со свати — «земля свази»).
|        | Портрет        | Имя (годы жизни)                                        | Правление       | Правление                                                            | Наименование титула                                                                               | Пр.    |
| Начало | Портрет        | Имя (годы жизни)                                        | Окончание       |                                                                      | Наименование титула                                                                               | Пр.    |
| ------ | -------------- | ------------------------------------------------------- | --------------- | -------------------------------------------------------------------- | ------------------------------------------------------------------------------------------------- | ------ |
| 7      |                | Собуза II (1899—1982) свати и англ. Sobhuza II          | 25 апреля 1967  | 21 августа 1982                                                      | Король Свазиленда англ. King of Swaziland                                                         | [ 14 ] |
| —      |                | Дзеливе (1927—2003) свати и англ. Dzeliwe               | 21 августа 1982 | 9 августа 1983                                                       | Ндловукази и Регент Королевства Свазиленд англ. Ndlovukazi and Regent of the Kingdom of Swaziland | [ 16 ] |
| —      |                | Созиса Дламини (1912—1992) свати и англ. Sozisa Dlamini | 9 августа 1983  | 18 августа 1983                                                      | Уполномоченное лицо Королевства Свазиленд англ. Authorised Person of the Kingdom of Swaziland     | [ 17 ] |
| —      |                | Нтомби (1949—) свати и англ. Ntombi                     | 18 августа 1983 | 25 апреля 1986                                                       | Ндловукази и Регент Королевства Свазиленд англ. Ndlovukazi and Regent of the Kingdom of Swaziland | [ 18 ] |
| 8      |                | Мсвати III (1968—) свати и англ. Mswati III             | 25 апреля 1986  | 8 февраля 2006                                                       | Король Свазиленда англ. King of Swaziland                                                         | [ 19 ] |
| 8      | 8 февраля 2006 | Мсвати III (1968—) свати и англ. Mswati III             | 17 мая 2018     | Король и Нгвеньяма Свазиленда англ. King and iNgwenyama of Swaziland |                                                                                                   | [ 19 ] |
| 8      | 17 мая 2018    | Мсвати III (1968—) свати и англ. Mswati III             | царствующий     | Король и Нгвеньяма Эсватини англ. King and iNgwenyama of Eswatini    |                                                                                                   | [ 19 ] |